# Gacé
Gacé ist eine französische Gemeinde mit 1771 Einwohnern (Stand 1. Januar 2022) im Département Orne in der Region Normandie. Sie gehört zum Arrondissement Mortagne-au-Perche und zum Kanton Vimoutiers.

## Lage
Die Gemeinde Gacé liegt am Fluss Touques, 27 Kilometer westlich von L’Aigle. Sie ist Kreuzungspunkt der Fernstraßen von Lisieux nach Mortagne-au-Perche und von Bernay nach Alençon. Am Ostrand der Gemeinde verläuft die Autoroute A28. Nachbargemeinden von Gacé sind Saint-Evroult-de-Montfort im Norden, Cisai-Saint-Aubin im Osten, Coulmer im Süden, Croisilles im Südwesten sowie Résenlieu im Westen.

## Geschichte
Der Ort lag an der Römerstraße von Rouen nach Le Mans.

## Bevölkerungsentwicklung
| Jahr                       | 1962 | 1968 | 1975 | 1982 | 1990 | 1999 | 2006 | 2014 | 2021 |
| -------------------------- | ---- | ---- | ---- | ---- | ---- | ---- | ---- | ---- | ---- |
| Einwohner                  | 1978 | 2170 | 2397 | 2192 | 2247 | 2041 | 2130 | 1901 | 1786 |
| Quellen: Cassini und INSEE |      |      |      |      |      |      |      |      |      |

## Sehenswürdigkeiten
- Burg aus dem 12. Jahrhundert
- Kirche Saint-Pierre
- Musée de la dame aux camélias (Museum der „Kameliendame“ Marie Duplessis)

## Persönlichkeiten
- Charles Auguste de Goyon de Matignon (1647–1729), Marschall von Frankreich
- Marie Duplessis (1824–1847), französische Kurtisane

## Städtepartnerschaft
- Kinross, Schottland